# Gustaw Gerstenstein
Gustaw Gerstenstein (ur. 23 lipca 1906 w Warszawie, zm. 24 marca 1964 we Wrocławiu) – polski duchowny luterański, senior diecezji wrocławskiej Kościoła Ewangelicko-Augsburskiego w PRL.

## Życiorys
Od 1918 należał do Związku Harcerstwa Polskiego. Ukończył studia teologiczne na Wydziale Teologii Ewangelickiej Uniwersytetu Warszawskiego i w dniu 16 marca 1930 został ordynowany przez ks. bp. Juliusza Burschego, po czym podjął pracę wikariusza w parafii w Krakowie. W latach 1931–1936 pracował jako katecheta w Chorzowie, a następnie do wybuchu II wojny światowej w Stawiszynie. W czasie okupacji niemieckiej był początkowo więziony w Łodzi, a następnie został zmuszony do podpisania volkslisty i w kwietniu 1943 wcielony jako szeregowiec do armii niemieckiej. W sierpniu 1944 trafił pod Marsylią do niewoli francuskiej, w której pozostawał do końca lutego 1945. Następnie był kapelanem ewangelickim w II Korpusie we Włoszech. Po powrocie do Polski w grudniu 1945, był między innymi proboszczem parafii w Sosnowcu, Szopienicach, Wrocławiu, Wołowie i Oleśnicy. W latach 1952–1958 ks. Gustaw Gerstenstein był także seniorem diecezji wrocławskiej. Pochowany na Cmentarzu św. Wawrzyńca we Wrocławiu.

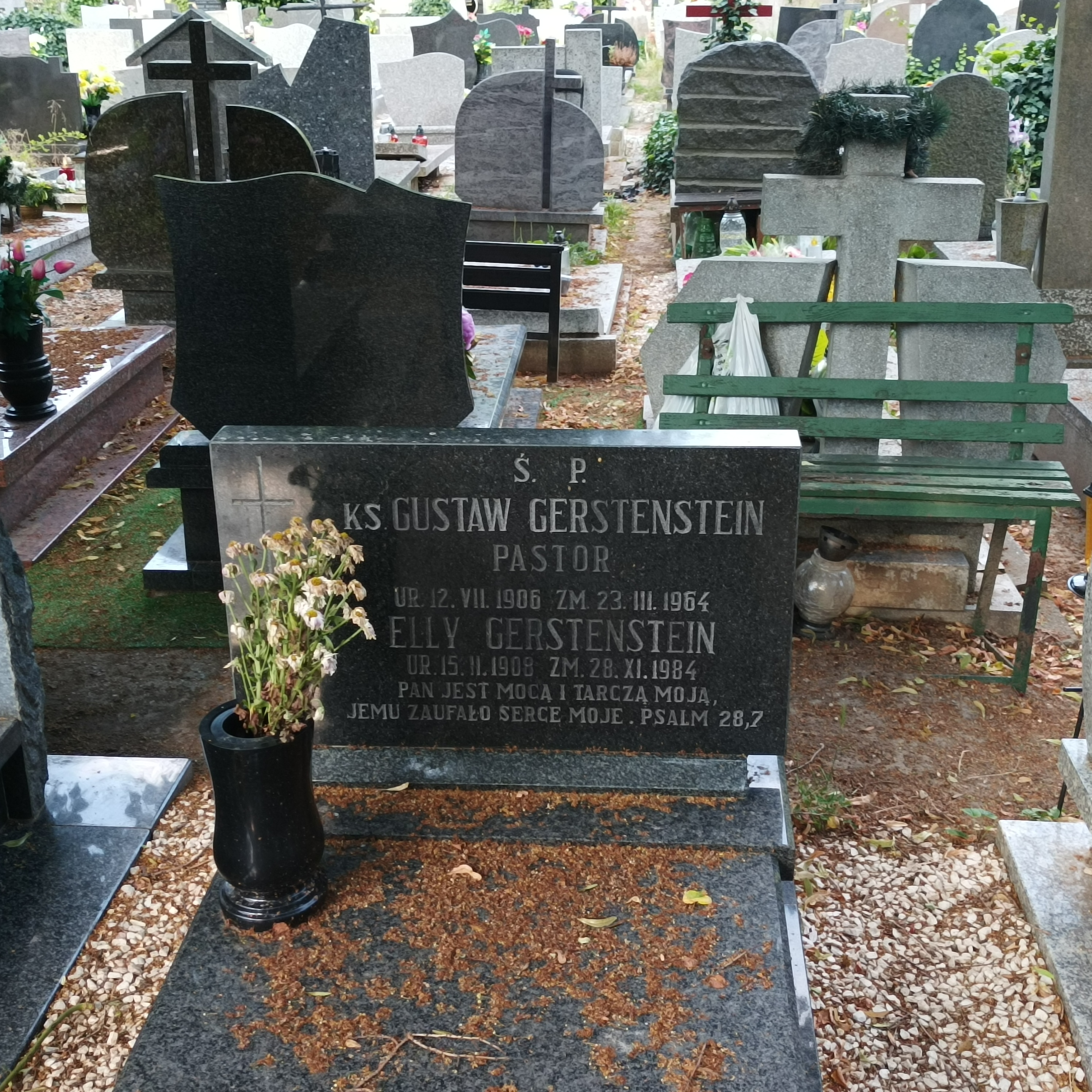
Grób ks. Gustawa Gerstensteina na cmentarzu św. Wawrzyńca we Wrocławiu